# Мугам 2007
«Мугам 2007» — второй телевизионный конкурс молодых исполнителей азербайджанских мугамов, который проводился в рамках проекта «Телевизионный конкурс мугама» АО закрытого типа «Азербайджанские телевизионные и радио передачи». Был реализован при поддержке «Фонда Гейдара Алиева» и «Фонда друзей азербайджанской культуры».

## Участники
В предварительном отборе участвовало около 160 молодых певцов — исполнителей мугамов из 51 региона Азербайджана. Непосредственно на конкурс были отобраны 20 ханенде, которые в течение трех месяцев выступали перед телезрителями в прямой трансляции из Музыкального Театра имени Рашида Бейбутова. Финал с участием 6 конкурсантов прошел в Азербайджанской Государственной Филармонии имени Муслима Магомаева 15 января 2008 года.

## Члены жюри
В жюри конкурса входили видные деятели культуры Азербайджана — народные артисты Алибаба Мамедов, Ариф Бабаев, Агахан Абдуллаев, Сакина Исмайлова, Мансум Ибрагимов, секретарь Союза композиторов Азербайджана, доктор искусствоведения, профессор Рамиз Зохрабов. Исполнительным директором проекта «Телевизионный конкурс мугама» был заслуженный деятель искусств Азербайджана Надир Ахундов.

## Итоги конкурса
По итогам финальных выступлений победителями конкурса стали самый молодой участник проекта Эльмаддин Ибрагимов, а также Гюллю Мурадова, которые получили в качестве призов по 10.000 манат, ценные подарки, а также азербайджанский национальный инструмент — Деф, с личной подписью президента Фонда имени Гейдара Алиева — Мехрибан Алиевой. По 7.000 манат получили участники, поделившие вторые места — Абгюль Мирзалиев и Эхтирам Гусейнов. Третьими стали Насир Атапур из Ирана и Равана Арабова. Все остальные участники были награждены дипломами и денежным вознаграждением в размере 1.000 манат.
22 января 2008 года, президент Фонда Гейдара Алиева, посол доброй воли ЮНЕСКО и ИСЕСКО, депутат Милли Меджлиса Азербайджана Мехрибан Алиева встретилась с победителями и членами жюри Телевизионного конкурса «Мугам-2007».